# Tolpuddle
Tolpuddle – wieś i civil parish w Anglii, w hrabstwie ceremonialnym Dorset, w dystrykcie (unitary authority) Dorset. Leży 11 km na północny wschód od miasta Dorchester i 174 km na południowy zachód od Londynu. W 2011 roku civil parish liczyła 452 mieszkańców. Tolpuddle jest wspomniana w Domesday Book (1086) jako Pidele.